# 龍安寺駅
龍安寺駅（りょうあんじえき）は、京都府京都市右京区谷口垣ノ内町にある京福電気鉄道北野線の停留場。駅ナンバリングはB7。

## 歴史
当初は龍安寺（竜安寺）へ至る道筋にあることから竜安寺道駅（りょうあんじみちえき）と名付けられたが、2007年（平成19年）に停留場名が変更され、この時に「龍」の字体へ変更された。現在でも、北野白梅町駅・帷子ノ辻駅にある行き違い駅表示器の標記に「竜安寺（道）」（改称後は「道」の部分を点灯しない様に改良された）が残るなど、改称前の停留場名の面影を残すものも見られる。

### 年表
- 1925年（大正14年）11月3日：京都電燈が経営する嵐山電鉄北野線の竜安寺道駅として開業[2][3]。
- 1942年（昭和17年）3月2日：路線継承により京福電気鉄道の停留場となる[3]。
- 2007年（平成19年）3月19日：龍安寺駅に改称[2][3]。

## 停留場構造

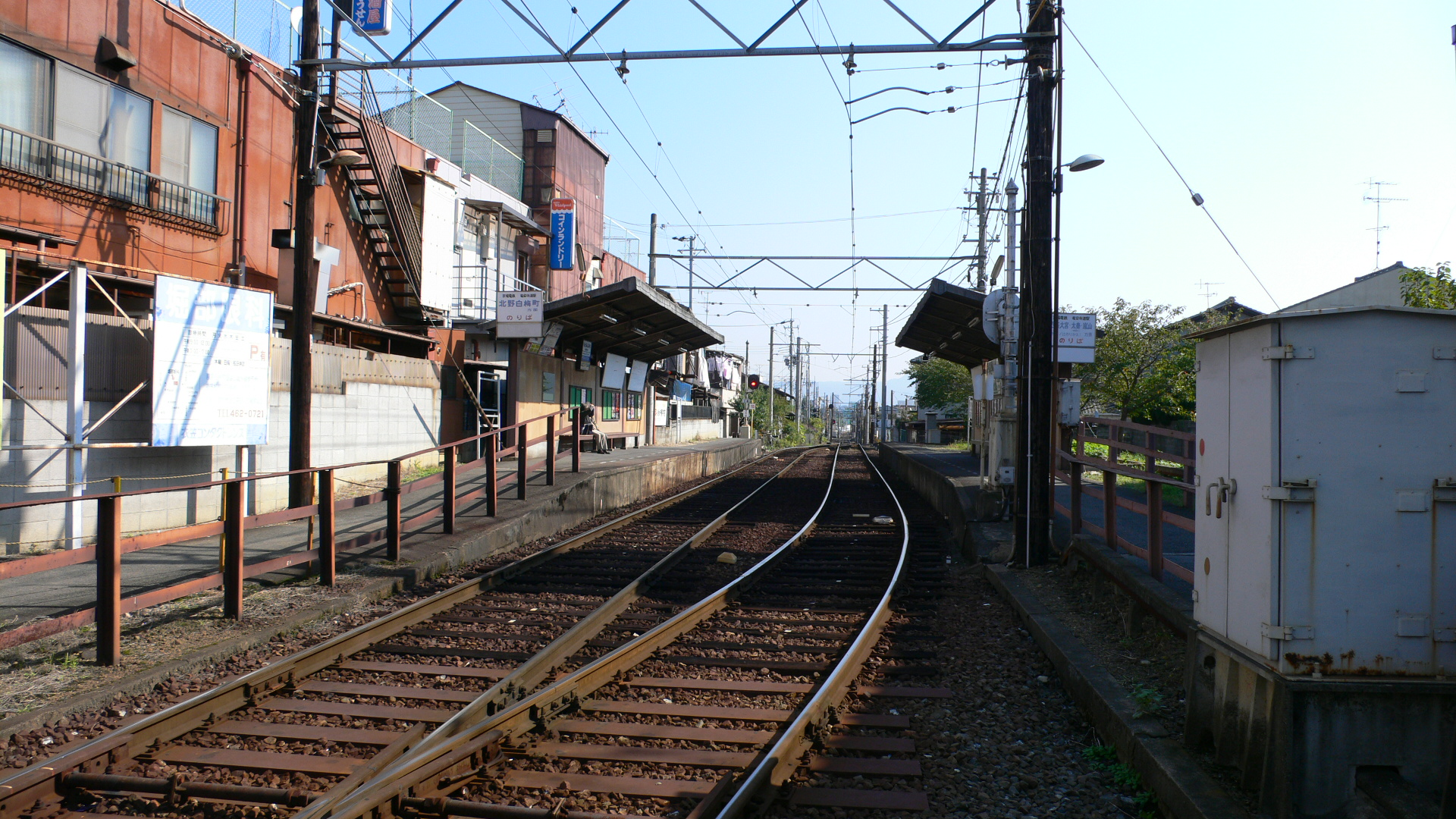
構内（2005年10月。竜安寺道駅時代）

相対式ホーム2面2線を持つ列車交換可能な地上駅。停留場西側に主要な出入り口があるが、北野白梅町方面行きホームには東側にも小さな出入り口があり、立命館大学方面はこの小さな出入口を使うよう案内がある。昼間ダイヤでは、当停留場で列車交換を行う。
ここから北野白梅町駅方にある踏切から先、道路が平行する区間は等持院・立命館大学衣笠キャンパス前駅まで複線分の用地が確保されている。複線化によって鳴滝 - 常盤間のように停留場間で電車が行き違う事ができる様にする為と思われるが、残りの当停留場から前者の踏切までの区間は民家が密集して、用地の確保が困難である事から実現していない。ダイヤは、帷子ノ辻行きが先に入線し、北野白梅町行きを待つ事が多い。

## 停留場周辺
- 立命館大学衣笠キャンパス西門・清心門
- 龍安寺
- 京都市営バス・西日本JRバス妙心寺北門前停留所

## 隣の停留場
京福電気鉄道
■北野線
等持院・立命館大学衣笠キャンパス前駅 (B8) - 龍安寺駅 (B7) - 妙心寺駅 (B6)
- 括弧内は駅番号を示す。